# NTFSDOS
NTFSDOS – sterownik freeware dla systemu operacyjnego DOS napisany przez Marka Russinovicha i Bryca Cogswella, którzy są właścicielami SysInternals. Pozwala na odczyt i zapis (ten drugi tylko w płatnej wersji profesjonalnej) danych na partycjach z zainstalowanym systemem plików NTFS. Po uruchomieniu sterownika, wszystkie odnalezione partycje NTFS na dysku twardym stają się widoczne jako partycje FAT32, dzięki czemu można tak samo przeglądać i uruchamiać programy jak na partycjach FAT32. Sterownik jednak nie obsługuje wszystkich funkcji systemu plików NTFS, jak np. nakładanie na folder hasła.